# Partito Socialista Yemenita
il Partito Socialista Yemenita (in arabo الحزب الاشتراكي اليمني‎?, al-Hizb al-Ishtiraki al-Yamani, abbreviato YSP), è un partito politico yemenita. Successore del Fronte di Liberazione Nazionale dello Yemen del Sud, fu il partito dominante della Repubblica Democratica Popolare dello Yemen (Yemen del Sud) fino alla Riunificazione dello Yemen nel 1990. Originariamente era un partito d'ispirazione marxista-leninista, in seguito adottò un'ideologia corrispondente al socialismo democratico. Attualmente si trova all'opposizione nello Yemen riunificato.

## Storia

### Yemen del Sud
il partito venne fondato da Abd al-Fattah Isma'il nel 1978 in seguito ad un processo di unificazione di un numero di gruppi rivoluzionari yemeniti presenti sia nello Yemen del Nord che nello Yemen del Sud. Il nucleo del YSP proveniva dall'Organizzazione politica unificata del Fronte Nazionale che esso stesso era il risultato di una fusione di tre partiti politici, il Fronte Nazionale per la Liberazione dello Yemen del Sud occupato (NLF), il Partito d'Unione Democratica Popolare (marxista), il Partito d'Avanguardia Popolare (un partito di sinistra d'ispirazione ba'thista), e il Partito d'Unità Popolare Yemenita partito nello Yemen del Nord che era altresi il prodotto della fusione di altri cinque partiti politici, il Partito Rivoluzionario Democratico dello Yemen, il Partito d'Avanguardia Popolare nello Yemen del Nord, l'Organizzazione dei Rivoluzionari Resistenti Yemeniti, l'Unione Democratica Popolare e il Partito del Lavoro.
Al potere, il Partito Socialista Yemenita era tormentato da più divisioni. Nel 1980 Isma'il fu rimpiazzato come presidente dello Yemen del Sud da Ali Nasir Muhammad, che era un leader moderato e conciliatorio in comparazione al sinistrismo filo-sovietico di Isma'il. Muhammad cercò di migliorare i rapporti con i paesi confinanti con lo Yemen del Sud e con il mondo occidentale. Il conflitto tra le due fazioni all'interno del partito portarono alla Guerra civile nello Yemen del Sud nel 1986 che portarono alla morte di Isma'il, ciò nonostante il suo alleato Ali Salim al-Bayd prese il controllo del partito, mentre il più moderato Haydar Abu Bakr al-Attas divenne presidente dello Yemen del Sud. Al-Bayd e al-Attas occuparono cariche nel governo dello Yemen riunificato fino alla guerra civile esplosa nello Yemen nel 1994. Nel 1994 si tennero delle elezioni parlamentari nello Yemen del Sud, in cui il Partito Socialista Yemenita rimase l'unico partito legale, vennero accettati anche candidati indipendenti, vincendo 40 dei 111 seggi, con il Partito Socialista Yemenita che vinse 71 seggi.

### Yemen unificato
Sopravvivendo ai vari sconvolgimenti e ai conflitti sociali nello Yemen, al collasso dell'Unione Sovietica e alla crisi internazionale del socialismo, l'YSP ebbe un ruolo strumentale nell'unità dello Yemen e all'istituzione di una democrazia multi-partitica nella Repubblica dello Yemen nel maggio 1990. Nelle prime elezioni che si tennero nello Yemen riunificato nel 1993, l'YSP vinse 56 dei 301 seggi, finendo terzo subito dietro al Congresso Generale del Popolo e ad Al-Islah. I tre partiti vincitori formarono un governo di coalizione.
In seguito alla guerra civile nello Yemen del 1994, l'infrastruttura del Partito Socialista Yemenita venne confiscata dal governo del Congresso Generale del Popolo e i suoi quadri e membri furono regolarmente assoggettati al carcere e alla tortura. Il partito di conseguenza boicottò le elezioni parlamentari del 1997, e fu impossibilitato a presentare un suo candidato alle elezioni presidenziali del 1999. Nel 2002 fu uno dei soli cinque partiti che formarono l'Alleanza Congiunta dei Partiti d'opposizione, il partito si ripresentò alle elezioni parlamentari del 2003, ricevendo soltanto il 3.8% del voto popolare e vincendo otto seggi.
L'Alleanza congiunta dei partiti d'opposizione nominò Faisal Bin Shamlan come suo candidato alle elezioni presidenziali del 2006. Ciò nonostante, venne sconfitto dall'allora presidente dello Yemen 'Ali 'Abd Allah Saleh del Congresso Generale del Popolo.

## Segretari generali
- Abd al-Fattah Isma'il (1978-1980)
- ʿAlī Nāṣer Muḥammad (1980-1986)
- ʿAlī Sālim al-Bayḍ (1986-1994)
- 'Ali Saleh 'Obad (Moqbel) (1994-2005)
- Yāsīn Saʿīd Nuʿmān (2005-2015)
- ʿAbd al-Raḥmān al-Saqqāf (2015–in carica)